# Gyeongjong de Joseon
Gyeongjong de Joseon (20 de noviembre de 1688-11 de octubre de 1724; reinó entre 1720 y 1724) fue el vigésimo rey de la dinastía Joseon de Corea . Era hijo del rey Sukjong y su concubina, la noble consorte real Hui del clan Indong Jang.

## Biografía
En 1690, la designación de Gyeongjong como heredero al trono precipitó una lucha entre la facción Noron, que apoyaba a su medio hermano, el príncipe Yeoning, y la facción Soron, que apoyaba a Gyeongjong de Joseon. Debido a esta lucha, los eruditos de Soron se mantuvieron fuera del poder y la lucha entre facciones alcanzó un punto culminante durante el reinado de Gyeongjong.
Tras la muerte del rey Sukjong en 1720, el príncipe heredero Hwiso (Yi Yun, 이윤 왕세자) ascendió al trono a los 31 años como rey Gyeongjong. Poco antes de morir, supuestamente el rey Sukjong le dijo a Yi Yi-myoung que nombrara a Yeoning-geum como heredero de Gyeongjong, pero surgieron sospechas entre los enemigos de Soron y Noron, dado que esto se había producido en ausencia de un historiógrafo o registrador.
Gyeongjong sufrió problemas de salud durante su reinado y además carecía de descendencia, circunstancias que aprovechó la facción política Noron para presionarle con el fin de que abdicara en favor de su medio hermano, el príncipe Yeoning (el futuro Rey Yeongjo). En 1720, dos meses después de la entronización de Gyeongjong, Yeoning había sido proclamado príncipe heredero (en hangul, 왕세제; en hanja, 王世弟; romanización revisada, wangseje) para manejar los asuntos estatales, ya que la débil salud del rey le imposibilitaba dedicarse a ello.
Debido a la frágil salud del rey Gyeongjong, no tuvo energía ni tiempo para hacer nada significativo en los cuatro años de su reinado. Se decía que la madre de Gyeongjong, la dama Jang, era la culpable de sus enfermedades. Jang acabó siendo condenada a muerte por veneno en 1701. Tras el fallo, Jang suplicó ver a su hijo, el entonces príncipe heredero Hwiso (más tarde Gyeongjong). Mientras corría hacia él para saludarlo, le infligió una lesión grave en la parte inferior del abdomen, que lo dejó estéril e incapaz de engendrar un heredero.
Esto agravó la lucha por el poder y condujo a una gran masacre, la Shinimsahwa (en hanja, 辛壬士禍).  Los miembros de la facción Noron enviaron monumentos conmemorativos al rey sin ningún efecto, mientras que los Soron utilizaron esto para su ventaja, alegando que la facción Noron estaba tratando de usurpar el poder y, posteriormente, destituyendo a su facción rival de varios cargos. Más tarde, los miembros de la facción Soron planearon asesinar al heredero (Yeoning-geum) con el pretexto de cazar un zorro blanco que se decía que rondaba el palacio, pero la reina viuda Inwon lo protegió y pudo seguir viviendo. Después de esto le dijo al rey que preferiría irse a vivir como un plebeyo.
Esta lucha entre facciones conocida como la Shinimsahwa se articuló en dos fases o incidentes importantes que acabaron en matanzas; la primera se produjo durante el primer año del reinado de Gyeongjon, en 1720, y se conoce como Sinchuk-oksa. En ella el partido político gobernante, Soron, atacó a la oposición Noron, que pretendía que el medio hermano de Gyeongjong, el príncipe Yeoning, manejara los asuntos nacionales en nombre del débil y enfermo rey; la lucha se saldó con la ejecución del cabecilla y cuatro ministros de Noron, que no volvió a ocupar el poder hasta la entronización de Yeongjo. El segundo incidente es Imin-oksa, que tuvo lugar en el segundo año del reinado, alrededor de 1722. 
Durante su reinado, fabricó armas pequeñas a imitación de las armas occidentales y reformó el sistema de medición de tierras en el sur del país.
El rey Gyeongjong murió en 1724 y fue sepultado en la montaña Cheonjangsan de Yangju. El título de la tumba fue otorgado como Uireung.
Hubo algunas especulaciones por parte de los miembros del partido Soron de que su medio hermano, el príncipe Yeoning, tuvo algo que ver con su muerte debido al intento anterior de la facción Noron de reemplazar a Gyeongjong en el trono, pero varios historiadores concluyen modernamente que podría haber muerto por comer marisco en mal estado, como se describe en el libro La historia de Corea. «Pero bien podemos dudar de la veracidad del rumor, porque nada de lo que se cuenta de ese hermano indica que cometería tal acto, y en segundo lugar un hombre que comerá camarones en pleno verano, que le han traído por treinta millas del mar sin conservarlos en hielo podría esperar morir».
Después de su muerte, las crónicas del gobierno de Gyeongjong se publicaron en 1732 bajo el reinado de Yeongjo. También han sobrevivido algunas de las obras caligráficas de juventud de Gyeongjong: 

## Familia
- Padre: rey Sukjong de Joseon (7 de octubre de 1661-12 de julio de 1720) (조선 숙종)
  - Abuelo: rey Hyeonjong de Joseon (14 de marzo de 1641-17 de septiembre de 1674) (조선 현종)
  - Abuela: reina Myeongseong del clan Cheongpung Kim (13 de junio de 1642-21 de enero de 1684) (명성왕후 김씨)
- Madre: noble consorte real Hui del clan Indong Jang (3 de noviembre de 1659-9 de noviembre de 1701) (희빈 장씨)
  - Abuelo: Jang Hyeong (25 de febrero de 1623-12 de enero de 1669) (장형)
  - Abuela: dama Yun del clan Papyeong Yun (1626-1698) (파평 윤씨)
- Consortes y sus respectiva descendencia:

1. Reina Danui del clan Cheongsong Shim (11 de julio de 1686-8 de marzo de 1718) (단의왕후 심씨). Sin descendencia.[5]
2. Reina Seonui del clan Hamjong Eo (14 de diciembre de 1705-12 de agosto de 1730) (선의왕후 어씨). Sin descendencia.[6]

## Galería

### Caligrafía de Gyeongjong

Escrito durante sus años como príncipe heredero.
Escrito en 1708
Escrito en 1713

## En la cultura popular
- Interpretado por Kim Sung Hwan en la serie de televisión MBC de 1988 500 años de Joseon: Reina In Hyun.
- Interpretado por Lee Seung-hyung y Kwak Jung-wook en la serie de televisión KBS2 de 2002-3 Royal Story: Jang Hui-bin.
- Interpretado por Yoon Chan en la serie de televisión Dong Yi de MBC de 2010.
- Interpretado por Hyun Woo en la serie de televisión de SBS de 2016 Jackpot.
- Interpretado por Han Seung-hyun en la serie de televisión de SBS de 2019 Haechi.